# 仲口武志
仲口 武志（なかぐち たけし、1973年10月28日 - ）は、日本のオートレース選手。愛知県出身、身長168.5cm、体重58kg。
1995年6月30日に選手登録された24期生（元船橋オートレース場所属、2016年4月より浜松オートレース場所属、登録番号5752）。所有競走車名はキンパックン(本人は「キンパツクン」と書いたが、ツが小さかったためにこうなった)。師匠は船橋オートレース場所属選手の島田信廣（引退）。父は元競艇選手の仲口俊博、兄は競艇選手の仲口博崇。

## 選手データ
- 戦歴
  - 通算優勝回数:11回

- 受賞歴
  - 第24期選手養成所 優秀賞

## 人物・エピソード・略歴
- 1996年2月18日に川口オートレース場で行われた第24期新人王決定戦は斉藤正悟に次いで2着だった。
- 全国区の雨巧者である。
- 優出は多々果たし、SGで準優勝もあったがタイトルはまだない。
- 外見とは違ってインタビューが苦手でシャイである。
- 師匠である島田信廣にとっての「雨の師匠」である釜本憲司（11期、川口オートレース場所属）と交流がある。2007年7月に川口で行われたGI第31回キューポラ杯争奪戦では仲口が釜本の車の整備を手伝った結果、劇的に性能が向上したというエピソードがある。
- 昔使用していた競走車の呼名「オラ」と「ウータン」の名付け親は田代祐一（15期、伊勢崎オートレース場所属）だった。